# Football Club Chanthabouly
Maillots
Actualités
Le Football Club Chanthabouly, plus couramment abrégé en FC Chanthabouly et anciennement Lao Toyota FC, est un club laotien de football fondé en 2013 et basé à Vientiane, la capitale du pays.

## Histoire
Fondé à Vientiane en 2013, il compte un titre de champion à son palmarès, remporté en 2015. Il a également atteint la finale de la Coupe du Laos en 2014.
Grâce à ses bonnes performances en championnat, le club compte trois apparitions en Coupe de l'AFC (entre 2015 et 2017). Les deux premières campagnes se sont achevées en phase de poule, la troisième dès le tour de barrage. Le bilan asiatique du club est médiocre puisqu'il n'a remporté qu'une seule rencontre sur les quatorze qu'il a disputées. Cette unique victoire est tout de même prestigieuse puisqu'elle a eu lieu face au Bengaluru FC, futur finaliste de l'épreuve en 2016. Lao Toyota a également pris part au Championnat du Mékong des clubs 2015 avec une élimination dès le premier tour.
Le FC Chanthabouly joue ses rencontres au Stade national du Laos situé à Vientiane.
Le Lao Toyota FC change son nom et son logo en 2021 pour devenir le FC Chanthabouly.

## Palmarès
| Compétitions nationales                                                                                 |
| --- |
| - Championnat du Laos (5) : - Vainqueur : 2015, 2017, 2018, 2019, 2020. - Vice-champion : 2014 et 2016. |

## Personnalités du club

### Présidents du club
- Khemsath Philapandeth

### Entraîneurs du club
- David Booth
- Jun Fukuda

## Logos

2013-2020.
Depuis 2021.